# Бондаренко Ірина Олександрівна
Ірина Олександрівна Бондаренко (нар. 6 березня 1984) — українська футболістка, півзахисниця.

## Життєпис
Футбольну кар'єру розпочала в складі «Легенди». У чемпіонаті України дебютувала 2001 року. У команді провела 6 сезонів, за цей час у Вищій лізі чемпіонату України зіграла 70 матчів, відзначилася 23 голами. Разом з чернігівським клубом тричі вигравала чемпіонат України та тричі ставала володарем кубку країни. По завершенні сезону 2006 року закінчила футбольну кар'єру.

## Досягнення
«Легенда»
- Вища ліга чемпіонату України
  -  Чемпіон (1): 2001, 2002, 2005
  -  Срібний призер (3): 2003, 2004, 2006

- Кубок України
  -  Володар (3): 2001, 2002, 2005
  -  Фіналіст (3): 2003, 2004, 2006